# Шолта
Шо́лта (хорв. Šolta ʃɔ̂ːlta) — хорватський острів в Адріатичному морі поблизу узбережжя Далмації, західніше острова Брач (відокремлений від нього протокою Сплітська брама) і південніше міста Спліт (відокремлений від нього каналом).
Площа острова — 59,98 км², довжина — 19 км, ширина — 3 км, довжина берегової лінії — 73,1 км. Населення Шолти — 1 479 осіб (2001).
Найбільші населені пункти на острові — міста Нечуям (Nečujam), Стоморська (Stomorska), Рогач (Rogač). Острів сполучається поромною переправою з континентальним містом Сплітом.
Завдяки мальовничим бухтам, пляжам і м'якому клімату Шолта є привабливою курортною місциною. На острові проводиться декілька великих фольклорних фестивалів. У місті Рогач збереглися залишки давньоримських споруд.